# Tao yin
Tao Yin (em chinês: 導引; pinyin: dǎoyǐn) é um termo chinês associado às práticas de meditação de origem taoista desenvolvidas na China. Este tipo de meditação também é conhecido como sentar na calma. O conceito de wu wei, não ação, é um dos princípios básicos para a realização do tao yin.

## Tradução literal
O significado literal dos ideogramas que compõe esta palavra é:
- 導 - guiar, liderar, conduzir
- 引 - admitir, puxar, assimilar

Os dois termos, "conduzir" e "assimilar", estabelecem uma relação Yin Yang de ação e não ação, indicando o princípio de aprendizado natural a ser seguido na prática.

## História
Teve sua origem e foi desenvolvido desde uma época desconhecida da pré-história chinesa, talvez a partir de danças tribais e de práticas xamânicas.
Há referências à sua prática anteriores a 500 a.C..
Há indicações de que foi sistematizado pelos taoistas no Período dos Reinos Combatentes (403 - 221 a.C.)
É praticado ainda hoje em mosteiros chineses Taoistas como os das Montanhas Wudang como método para assegurar a saúde e cultivar o espírito.
O Tao Yin também é ensinado atualmente sob o nome de "Daoyin Yangsheng Gong" na Universidade de Educação Física de Beijing.
Sua prática é, por vezes, associada aos treinamentos de qigong, especificamente à variedade conhecida como neigong, sendo muitas vezes praticado associado às artes marciais chinesas internas como o Tai Chi Chuan. Na tradição taoista, há um equilíbrio complementar Yin Yang entre meditar e se movimentar com suavidade.
Esta meditação é considerada na China uma prática de natureza espiritual que pode ser praticada com legitimidade tanto dentro do contexto da filosofia de vida taoista (Tao Chia) quanto na religião taoista (Tao Chiao).
Entre os maiores divulgadores desta prática no Brasil no século XX, podem ser citados o mestre Liu Pai Lin, representante de diversas linhagens taoistas tradicionais (não religiosas), o mestre Chan Lau Ting, que, além de divulgar, o Wing Chun Kuen no país, também ensinou várias técnicas taoistas e Ch'an budistas, e o mestre Wu Jyh Cherng, representante pioneiro da religião taoista no Brasil.

## ODaoyin Tu

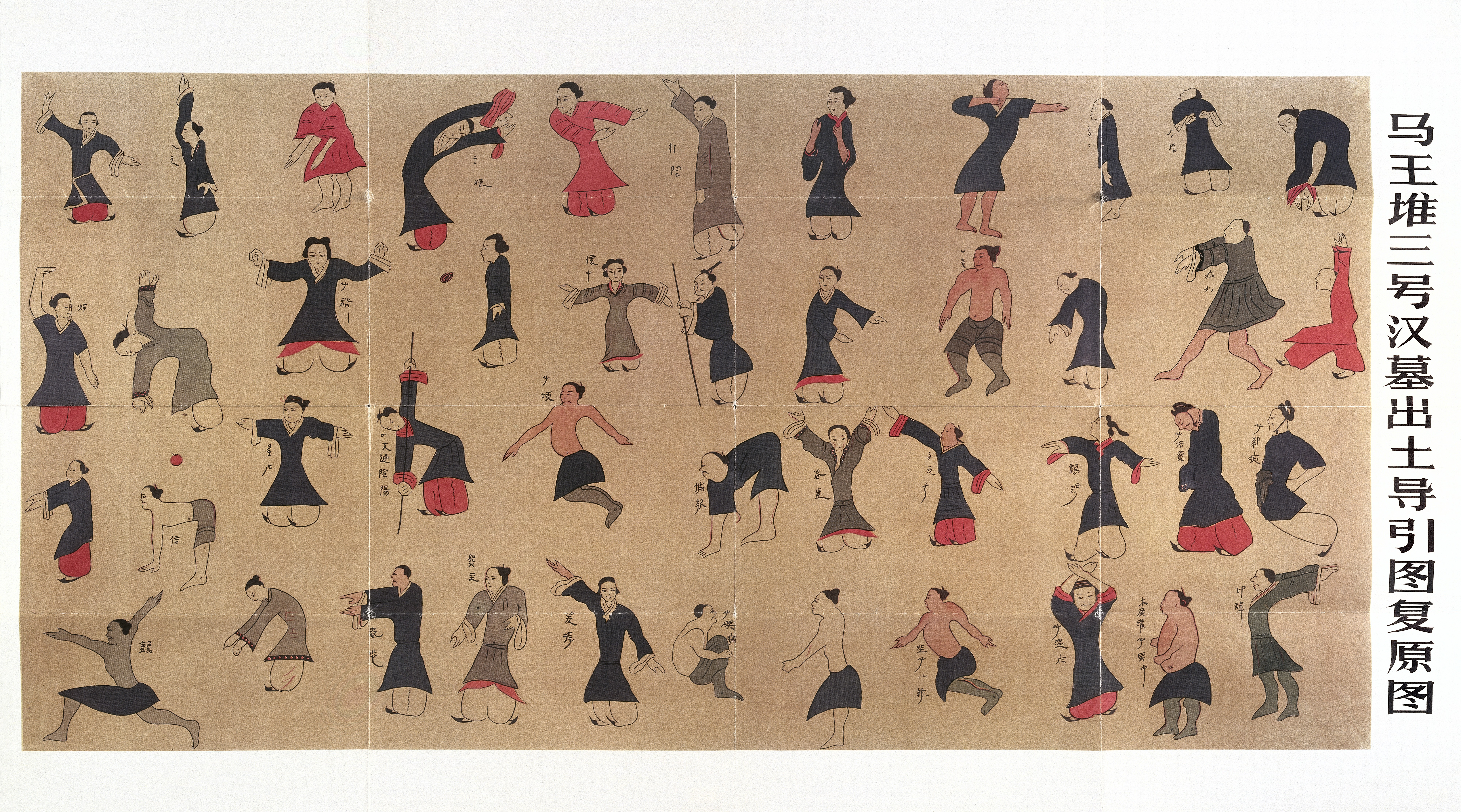
Quadro de seda com movimentos de Dao Yin

Um rolo pintado em exibição no Museu Provincial de Hunan, conhecido como Daoyin Tu, encontrado na tumba três de Mawangdui em 1973 e datado de 168 a.C. mostra desenhos coloridos de 44 figuras em posturas de pé e sentadas executando exercícios de daoyin. É o mais antigo gráfico de exercícios físicos encontrado no mundo até hoje, e ilustra um sistema médico que não se baseia em fatores externos como medicação, cirurgia ou tratamentos, mas utiliza, unicamente, fatores internos para prevenir doenças.
As imagens incluem homens e mulheres, jovens e velhos. Suas posturas e movimentos diferem uns dos outros. Alguns estão sentados, outros estão de pé, e outros estão praticando daoyintu ou se exercitando com aparelhos.
A tradução dos textos que cobrem o documento mostra que os antigos chineses estavam conscientes da necessidade de exercícios respiratórios corretivos e preventivos. Os exercícios podem ser divididos em três categorias:
1. posturas de exercícios corporais como esticar pernas e braços, inclinar para frente, pular, dançar, exercícios respiratórios e usando vários equipamentos como bastão e bola.
2. imitação de comportamentos de animais como o dragão, macaco, urso e garça.
3. exercícios direcionados a doenças específicas.[2]

## Efeitos
Um típico exercício de daoyin envolverá movimentos de braço e corpo sincronizados com inalação e exalação controladas. Cada exercício tem um objetivo específico, por exemplo efeitos calmantes ou expansão da capacidade pulmonar.

Alguns dos exercícios atuam como um meio de sedação, alguns como estimulantes ou tonificadores, outros ajudam na ativação, aproveitamento e cultivo da energia interna ch'i e da força vital externa li. Através da excelente saúde obtida, consegue-se o desbloqueio de todo o corpo, fortalece-se o funcionamento do sistema nervoso autônomo, aumenta-se a capacidade mental, desenvolve-se o controle mental, a percepção e a intuição, elevam-se os padrões morais, e consegue-se a tranquilidade da mente, o que confere harmonia interna e maior felicidade. Conforme o tempo passa, esses exercícios abrem, lentamente, os canais de controle e funcionamento que alimentam e ativam a energia e os centros nervosos e psíquicos, permitindo, ao indivíduo, uma compreensão mais profunda do mundo espiritual.
De acordo com Mantak Chia, a prática de daoyin possui os seguintes efeitos: harmonização do qi, relaxamento dos músculos abdominais e do diafragma, treino do "segundo cérebro" no abdômen inferior, melhoramento da saúde e alinhamento estrutural.

## O Segredo da Flor de Ouro

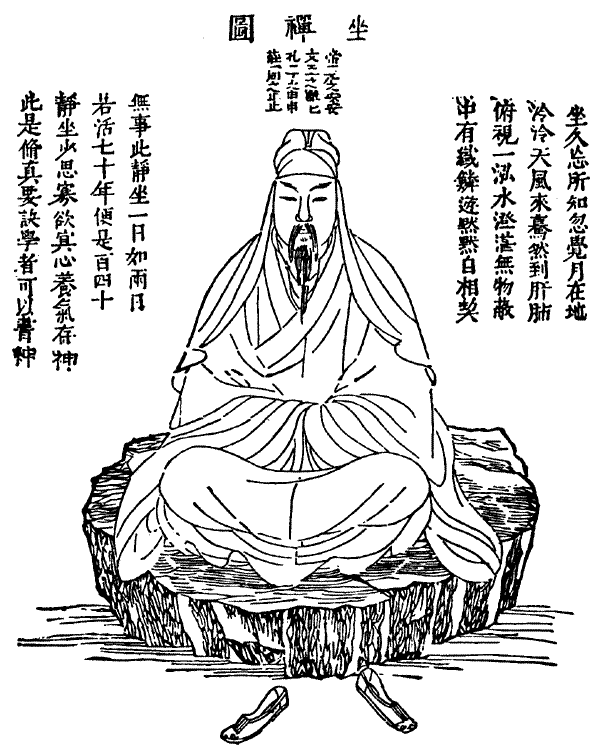
Taoista "reunindo a Luz", ilustração do livro O Segredo da Flor de Ouro.

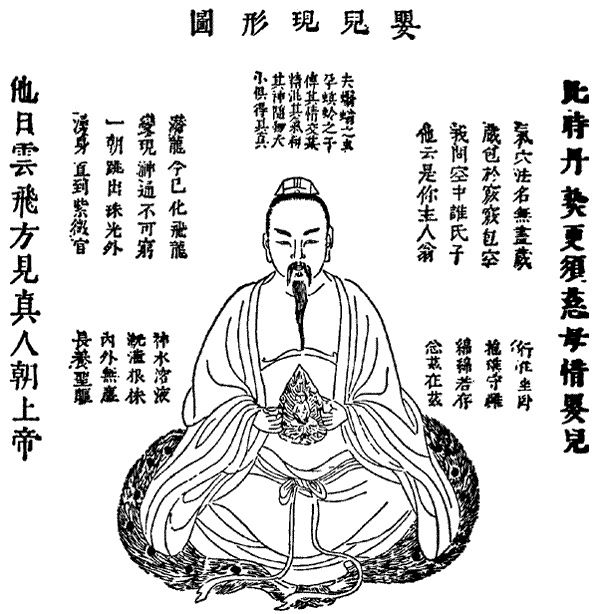
Representação do "feto imortal"

A leitura de livros como O Segredo da Flor de Ouro pode ser tomada como uma etapa inicial para se conhecer o Tao Yin, mas o verdadeiro conhecimento de Tao Yin se adquire através da prática e da convivência com quem o pratica, não da leitura de manuais ou de livros teóricos.
Como coloca o Tao Te Ching em seu primeiro capítulo, "o Tao verdadeiro não pode ser nomeado".
Encontramos, nesse livro, ilustrações que podem ser tomadas como metáforas das diversas etapas da realização da prática.
Uma destas representações dos estágios da realização espiritual através da meditação apresenta o meditante concebendo um novo corpo de energia.

## O retorno à Origem

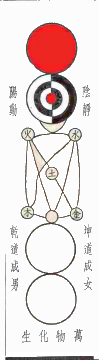
O vazio original dá origem ao Tai Chi, que se diferencia em Yin e Yang, que dão origem à relação dos cinco elementos, que geram as dez mil coisas

Segundo a cosmologia tradicional chinesa, o vazio original dá origem ao Tai Chi, que se diferencia em Yin e Yang, que dão origem à relação dos cinco elementos, que geram as dez mil coisas ("dez mil" tem, para os chineses, o sentido de infinidade).
O processo da meditação Tao Yin se dá no sentido contrário. Das dez mil coisas, se retorna à relação dos cinco elementos, recuperando o equilíbrio do Yin-Yang e retornando-se ao Tai Chi, daí voltando a se integrar ao vazio original, à origem da existência.
A base para a realização deste processo é o contato constante e natural (seguindo os princípios do Wu Wei) do praticante com seu Dantian, campo de cultivo de sua energia vital.
Práticas como o Chi Kung, Zhan Zhuang e o Tai Chi Chuan podem auxiliar o praticante a exercitar este contato e compreender como mantê-lo em seu cotidiano.
Segundo a transmissão do mestre Liu Pai Lin, o treinamento da serenidade dá acesso à possibilidade de renovação da energia vital através das práticas taoistas.
No artigo "O Portal da Quietude", o mestre Wu Jyh Cherng explica que "É exatamente através do processo de repouso que se retorna à raiz."
Conforme o artigo "Meditação e quietude", publicado no mesmo jornal editado pela Sociedade Taoista do Brasil:
"O primeiro efeito da meditação é a extinção da percepção do corpo físico, em seguida penetra-se num estágio em que tudo é energia, e nossa consciência torna-se o próprio campo energético, e por último atingimos o estado de extrema quietude que está por trás da energia..."

## O Tao Yin e as outras práticas chinesas para a saúde
O Tao Yin é também descrito como um exercício psicofisiológico de integração entre mente e corpo.
Procurando o equilíbrio entre movimento e serenidade, as práticas de Tao Yin costumam ser associadas a técnicas de ginástica e de automassagem.
Diversos estudiosos consideram este conhecimento a origem de todas as demais formas de exercícios tradicionais chineses para a saúde.
Segundo seus praticantes, estes treinamentos visam a desobstruir os meridianos, possibilitando a regulagem do fluxo do sangue e da energia.
Seu objetivo é nutrir o corpo e a mente, aliviar a fadiga e a ansiedade, prevenindo desequilíbrios da saúde e possibilitando o desenvolvimento espiritual.

## Semelhanças com os princípios Zen
Na China, houve uma integração entre práticas Budistas e Taoistas que resultou no Budismo Chan, que preserva várias técnicas de meditação semelhantes às taoistas.
O Zen Budismo nasceu no Japão, mas tem, como origem, o Budismo Chan. Assim, também há semelhanças entre as práticas de Tao Yin e algumas de suas práticas e princípios teóricos.
Assim, algumas das práticas de Tao Yin chegaram inicialmente ao ocidente através do Japão.  As técnicas de automassagem associadas ao do-in são um exemplo.